# Ormosia uralensis
Ormosia uralensis là một loài ruồi trong họ Limoniidae. Chúng phân bố ở miền Cổ bắc.